# ليتروزول
ليتروزول (بالإنجليزية: Letrozole)‏ هو دواء يُستعمل في علاج:
- سرطان الثدي[8]
- سرطان القنوات الغازية[9]

## دوره
يلعب هذا الدواء دورًا في علاج الأمراض كونه:
- مثبط إنزيم